# Anderson Kosta
Anderson Kosta (port. Anderson Costa; Rio de Ženeiro, 13. marta 1984) brazilski je fudbaler i napadač grčkog Arisa na pozajmici iz Dinama.
Godine 2002. karijeru je započeo u brazilskom velikanu Vasku de Gami zabeleživši 2 nastupa. Naredne dve sezone igrao je nešto češće, zabeleživši 44 nastupa i 11 golova. Nakon toga, poslan je na kaljenje u špansku Cordobu gde se isprva nije snašao, nego, s vremenom počeo pružati nešto bolje igre. Po povratku u Brazil dočekala ga je klupa, a mesto u napadu mu je zauzeo svetski poznati Romario. Za vreme igranja u rodnoj zemlji bio je i član brazilske U-21 reprezentacije.
Tokom zimskog prelaznog roka 2005. godine za milion evra prodan je u zagrebački Dinamo, gde je najavljen kao veliko pojačanje za nastupe u evropskim takmičenjima, uz to da ga niko iz Dinama nikada nije pogledao uživo. Svojom pojavom pobudio je veliku pažnju, a nakon prvih treninga i utakmica sa Red Bull Salzburgom i JEF Unitedom činilo se da se stvarno radi o velikom igraču. Debitovao je ulaskom s klupe na Poljudu protiv Hajduka (Dinamo je utakmicu dobio 1:0). U prvih par utakmica je bio solidan, no, kako je vreme prolazilo nikako se nije mogao naviknuti na igru novog tima, te je njegov kvalitet postao upitan. Nezadovoljstvo je bilo još veće kad je po drugi put istrčao na Poljud, te već nakon 10 sekundi srušio Tomislava Ercega s leđa i dobio direktni crveni karton. Ta glupost obeležila ga je kao svetskog rekordera u brzini dobijanja crvenog kartona. Do kraja sezone uspeo je odigrati jednu dobru utakmicu, onu na Kantridi, no, svojim igrama nije opravdao dovođenje. Ostao je spor, nezainteresovan, ali i neprecizan. Naredne sezone navodno je bio znatno bolji na treninzima, no, na terenu je bio još lošiji nego sezonu pre, te je njegov odlazak iz Zagreba bio siguran. Njegov treći derbi na Poljudu opet je bio zapamćen po nečemu, ovoga puta po pogođenoj stativi pred kraj utakmice.
Nakon dolaska Branka Ivankovića za trenera, Anderson je u prvoj utakmici odigrao vrlo dobro, te uspeo zainteresovati skauta holandskog PSV Eindhovena koji ga, jasno, nije gledao nikad pre te utakmice. Ubrzo se vratio uobičajenim igrama i trener ga je izbacio iz svih svojih vizija tima. Nakon povratka sa zimskog odmora, otišao je na šestomesečnu pozajmicu u portugalskog drugoligaša Vitoriju Guimaraes. Nakon što se tamo nije uspeo nametnuti, pozajmljen je grčkom Arisu na godinu dana, uz mogućnost otkupa ugovora na kraju sezone u iznosu od 2 miliona evra.